# Auditor
Auditor är en version av Linux som kan köras från till exempel en CD-ROM eller ett USB-minne. Distributionen riktar sig främst mot penetrations- och nätverkstestning. Auditor är baserad på Knoppix.